# 9كيه35 ستريلا-10
9كيه35 ستريلا-10 (بالإنجليزية: 9K35 Strela-10) هو نظام صاروخي أرض-جو قصير المدى ويستخدم التوجيه البصري أو الأشعة تحت الحمراء، صُمِّمَ النظام أساسًا لمواجهة التهديدات على ارتفاعات منخفضة، مثل المروحيات.
يُوجَّه النظام بصريًا، ويستخدم التوجيه البصري/الأشعة تحت الحمراء. صُمِّمَ النظام أساسًا لمواجهة التهديدات منخفضة الارتفاع، مثل المروحيات.

## المشغلون الحاليون

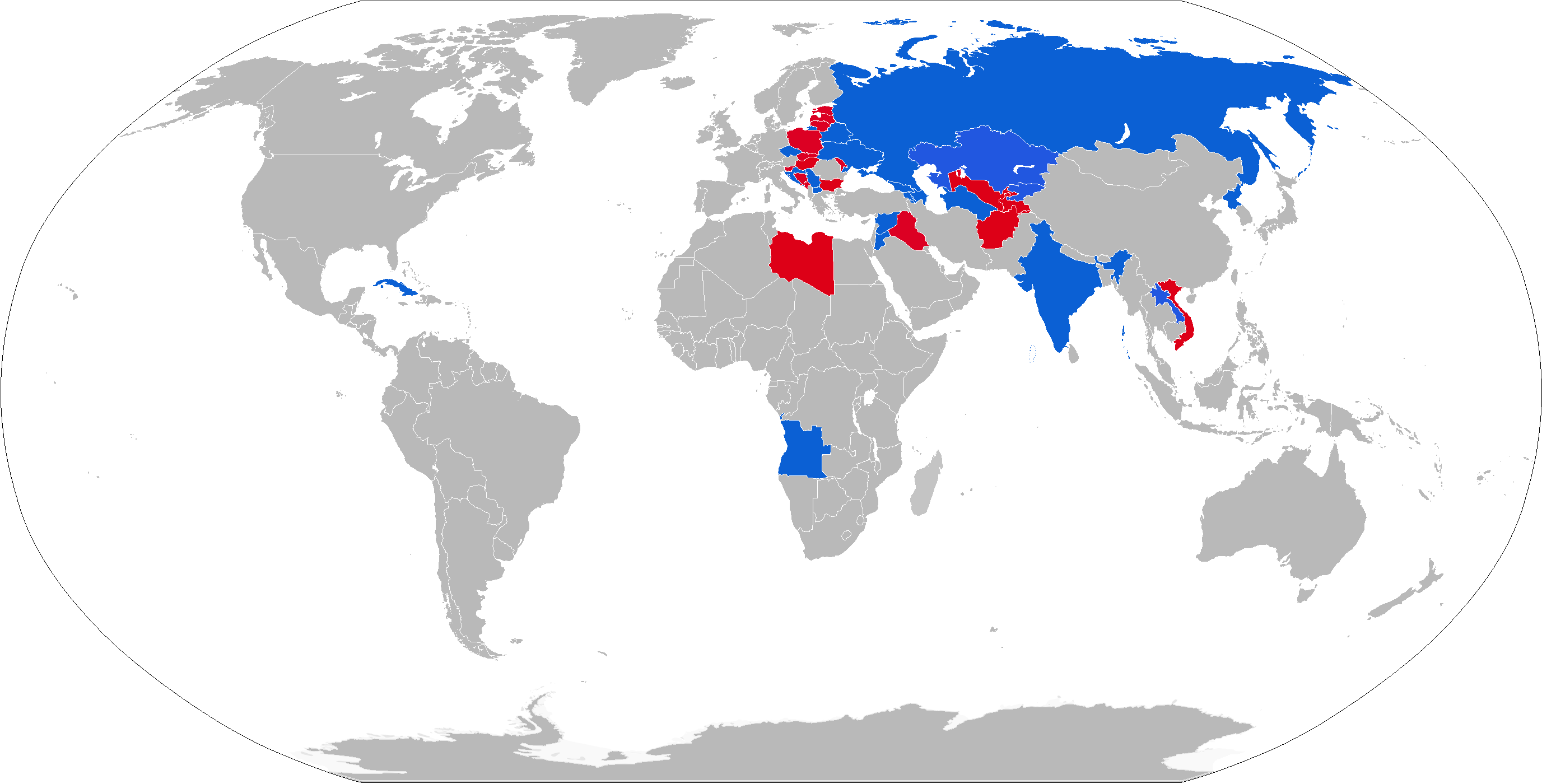
المشغلون:
حالى
سابق

- أفغانستان
- أنغولا[2]
- أرمينيا
- أذربيجان
- بيلاروس: [3]
- بلغاريا: 20
- كرواتيا: 10
- كوبا: 42
- جمهورية التشيك[4]
- جورجيا
- المجر
- الهند[5]
- الأردن
- لاوس: [6]
- ليبيا
- مقدونيا: 21
- منغوليا
- كوريا الشمالية[7]
- روسيا: [8][9][10] [11][12][13]
- صربيا: 18[14]
- سوريا 35 [15]
- تركمانستان: 2+ [16]
- أوكرانيا: 150[17]
- فيتنام: 20

## صور

ستريلا-10 من فرقة الدبابات الحرسية الرابعة الروسية.
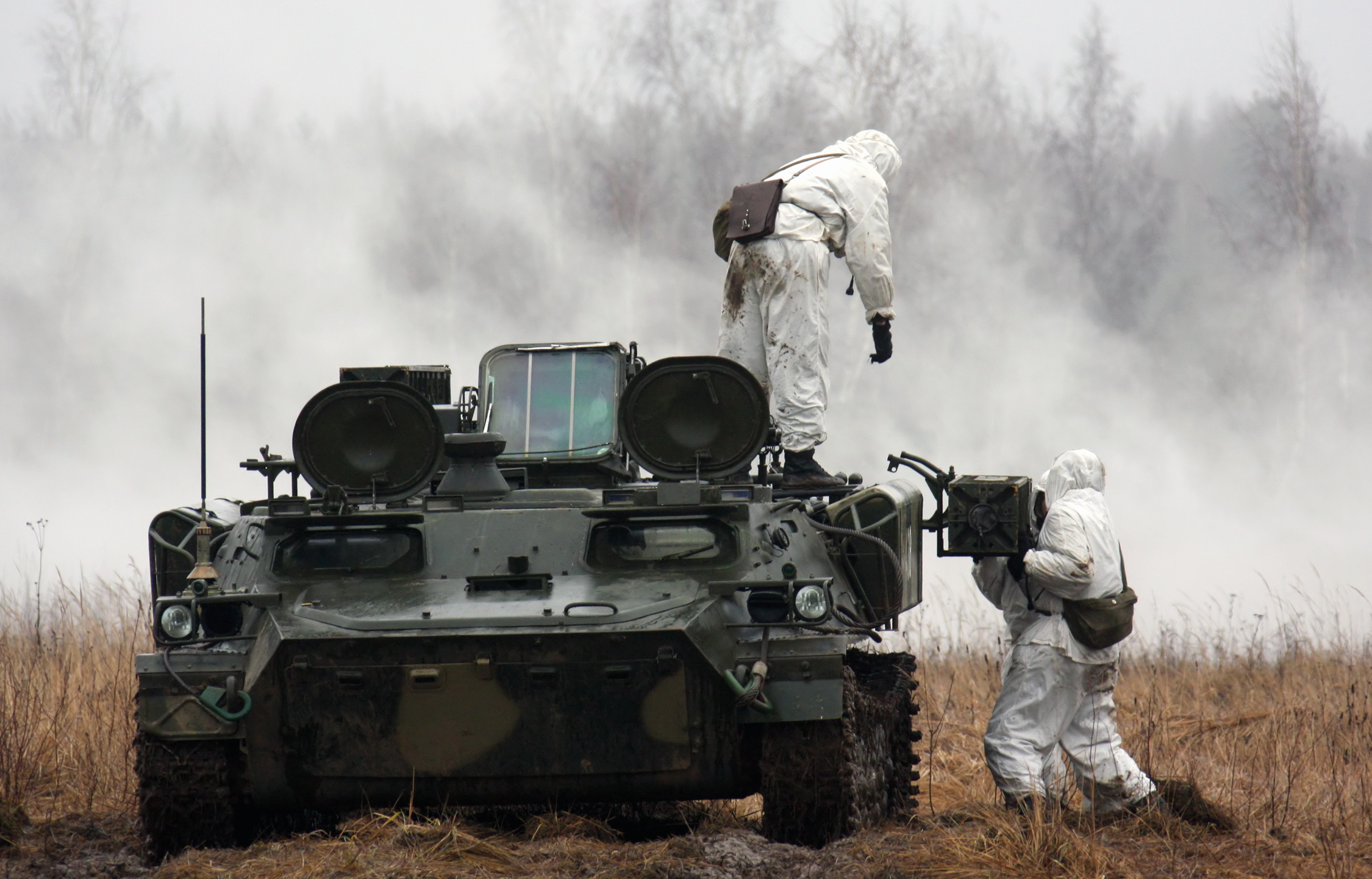
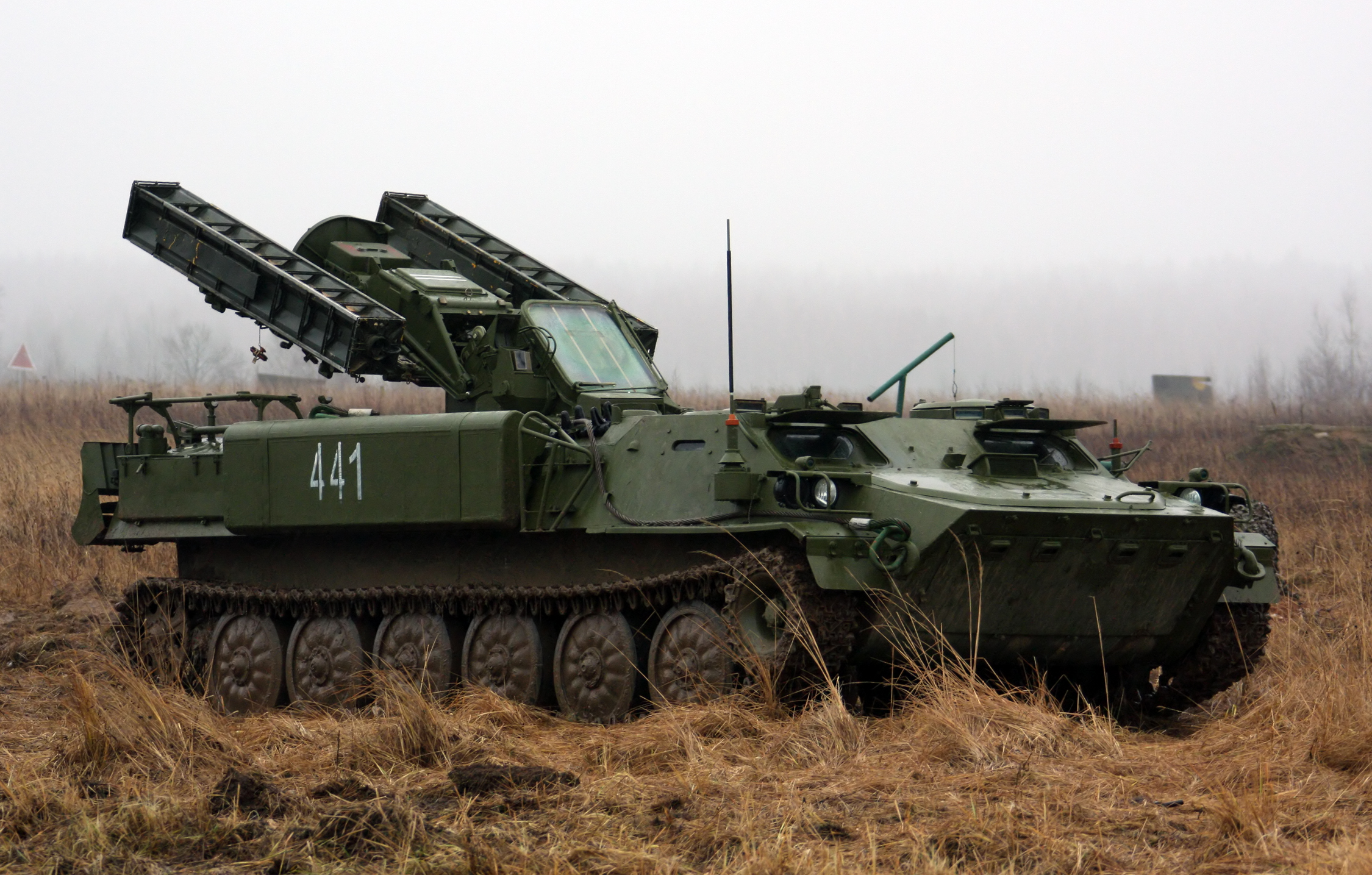
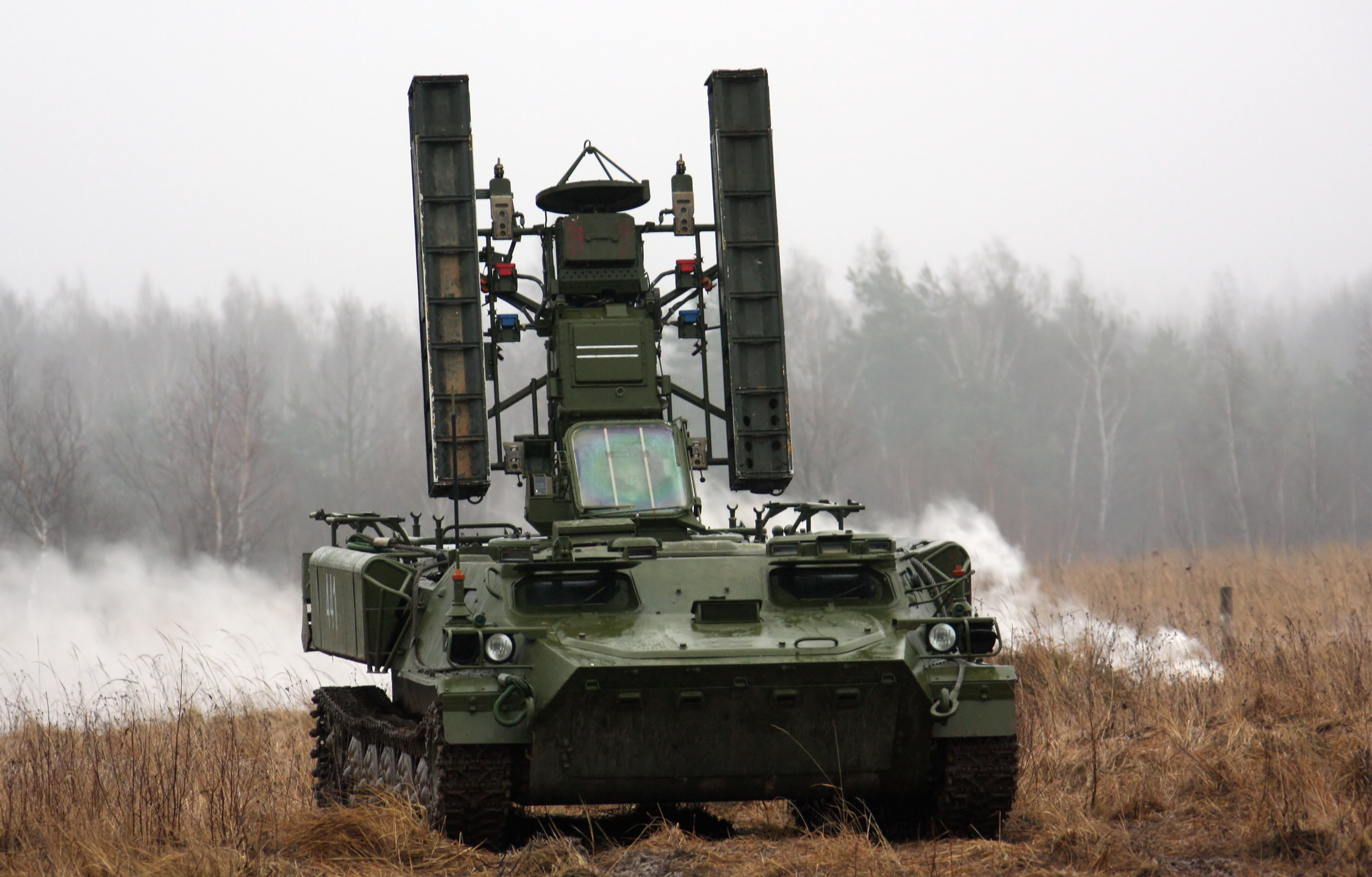
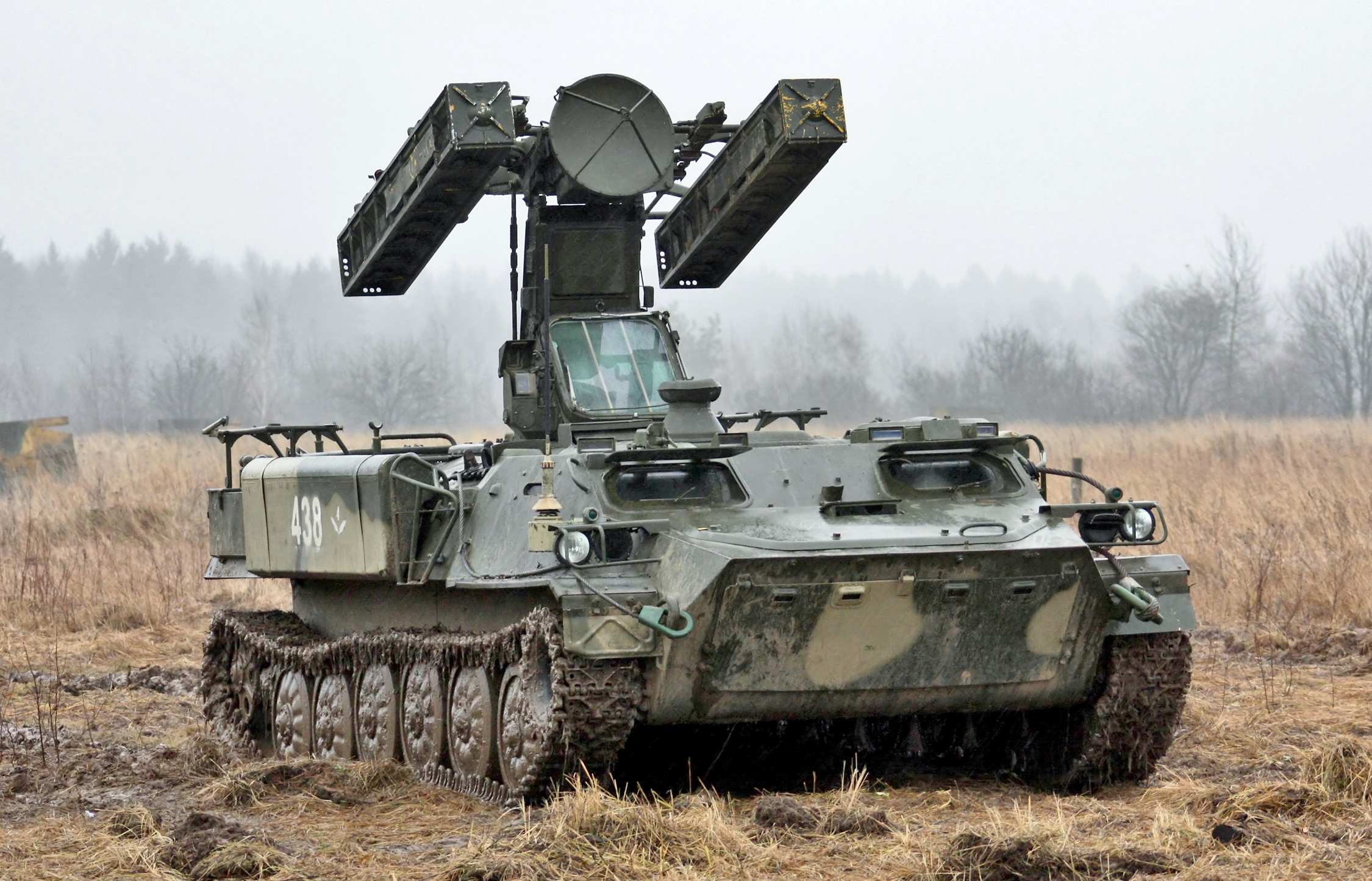
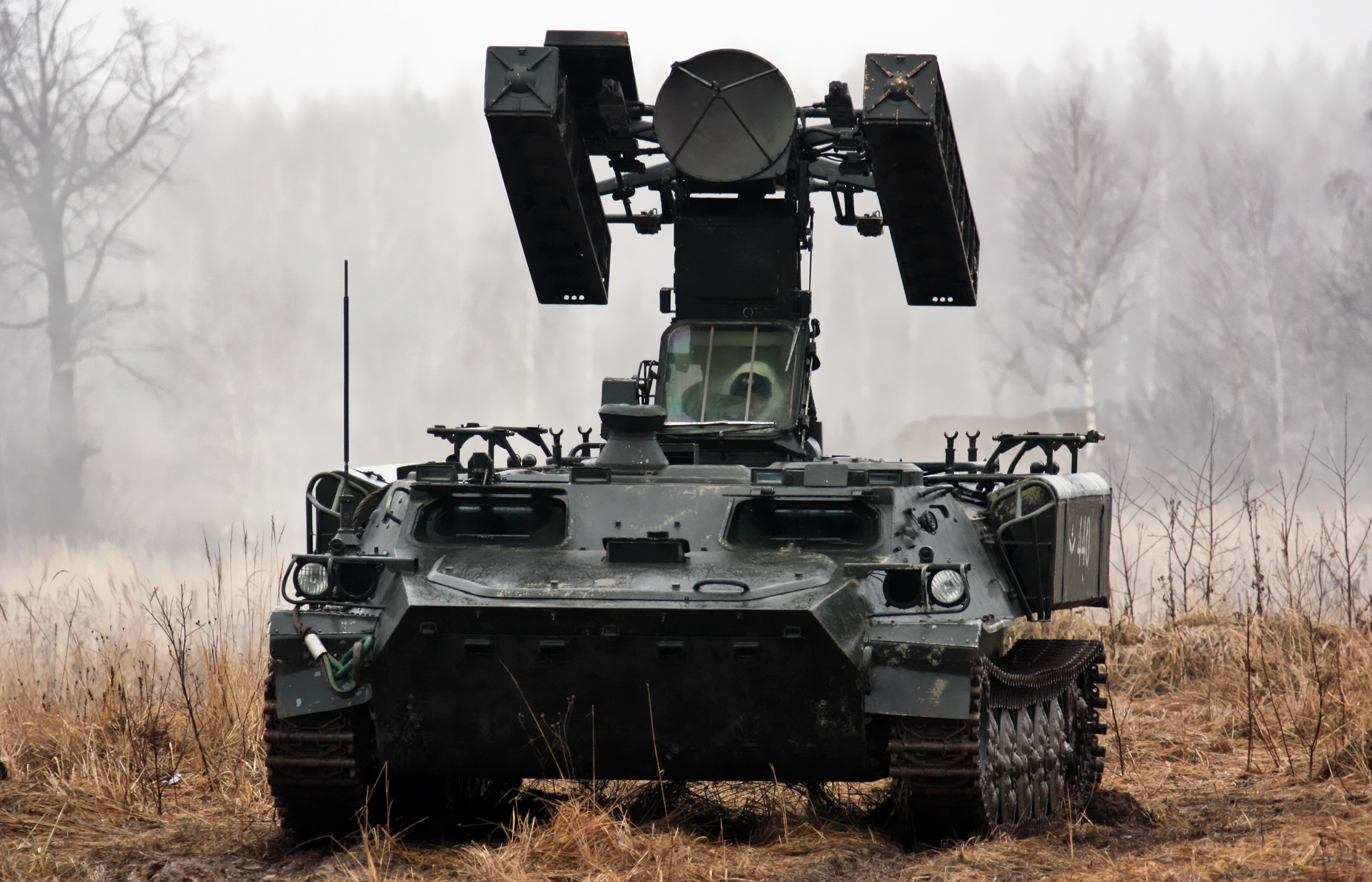
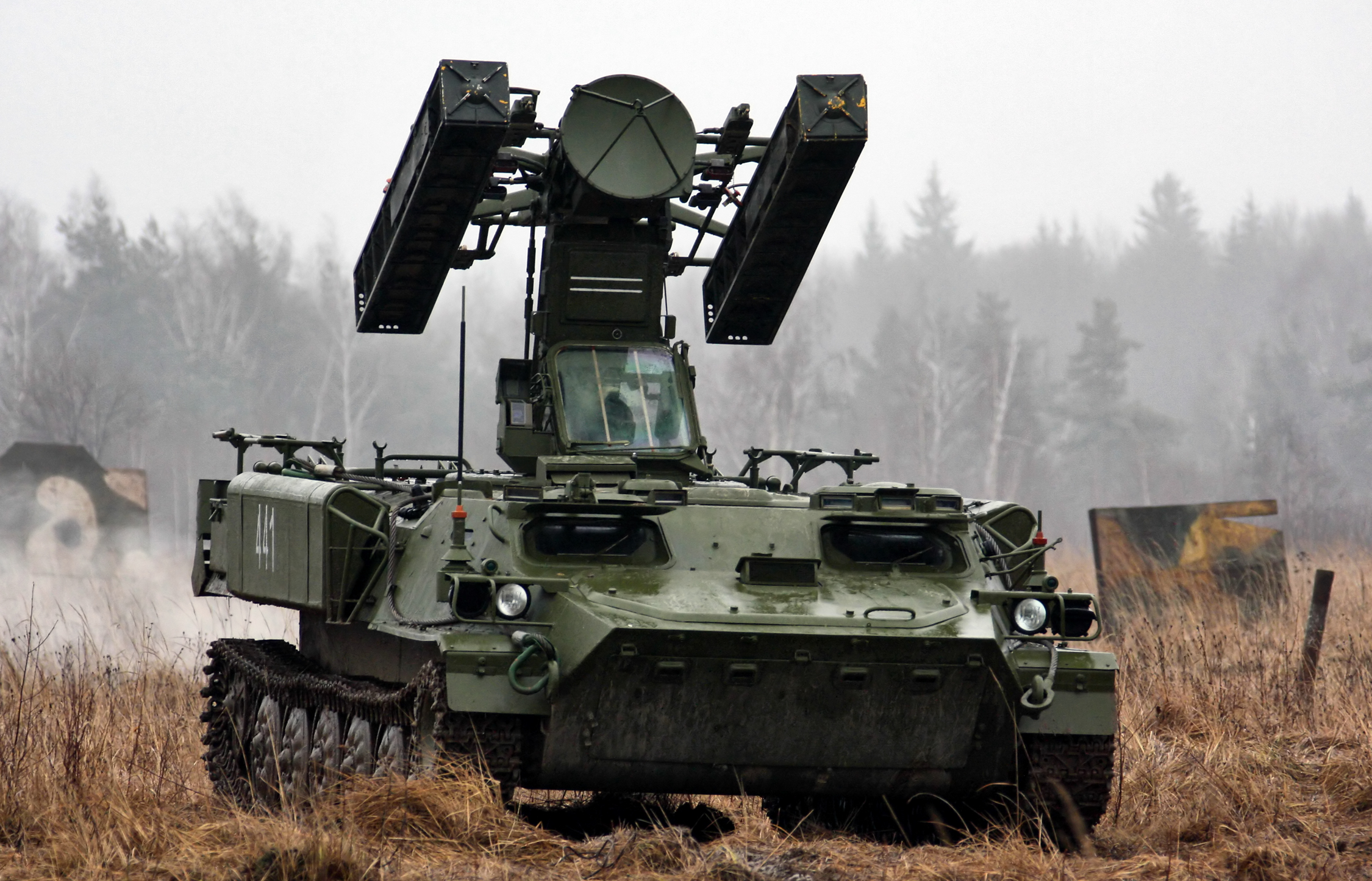